# Квідзин
Кві́дзин (пол. Kwidzyn, каш. Kwidzëno, нім. Marienwerder) — місто в північній Польщі, на річці Ліва.
Адміністративний центр Квідзинського повіту Поморського воєводства.

## Історія
У XI-му столітті в Помезанії існувало укріплене поселення під назвою Кведіс (у літописах згадується також як Кведін, Кідіно, Кедзин (лат. Quedin, Quidino, Quedzyn), яке, ймовірно, було знищено під час боїв у цих районах. У 1233 році поселення було відновлено Тевтонським орденом магістром Германном фон Балком як вихідний пункт з прусської Помезанії. У 1285—1587 роках столиця Помезанської єпархії. У 1466 році місто опинилося у складі Західної Пруссії. з 1772 центр департаменту, з 1818 р., регентство в провінції Західна Пруссія.
З кінця XVIII-го ст. почалася інтенсивна германізація, яка призвела до закриття польської школи в 1836 році. У 1828 році було прокладено тверду дорогу з Квідзина до річкового порту в Корзенево, в 1860 році були відкриті гідротехнічні споруди і прокладено каналізацію. У 1873 році прусським істориком Максом Теппеном у монографії Stadt Marienwerder була описана історія Квідзина. У 1883 р. було прокладено залізничну лінію, яка сполучала Мальборку із Грудзадземом.
У 1900 році була розпочата газифікація міста, а в 1909 році було введено в експлуатацію залізничне сполучення з Прабутами. З 1907 року за ініціативою Союзу поляків заснована приватна польська гімназія.
У 1919 році Тадеуш Одровський очолив Польську народну раду. З 1920 року і до початку Другої світової війни в місті діяли польське консульство та польські культурні та освітні організації. Незважаючи на антипольські настрої, що зростали з 1933 року, у 1937 році була створена польська молодша школа.
30 січня 1945 р. місто окупували загони 2-й ударної армії 2-го Білоруського фронту. Під час окупації червоноармійців Квідзин перетворився на польовий шпиталь, у якому перебували близько 20 тис. поранених. Під час того як залишити місто, радянські війська спалили історичну частину міста разом з ратушею. 
Після того, як місто було передано польській адміністрації, цегла із згорілих будинків використовувалася для відбудови Варшави. Починаючи з 1950-х років у місті отримала розвиток харчова, керамічна та будівельна промисловість. На базі колишньої харчевні, створеної в 1934 році, було створено Вармінський плодоовочевий завод «Квідзин», створено Будинок молодіжної культури та обласний краєзнавчий музей. З середини 1960-х років почалася часткова відбудова площі Старого міста. У 1973 році розпочалося будівництво Квідзинського целюлозо-паперового заводу. 
Після адміністративної реформи 1998 року Квідзин став містом у складі Поморського воєводства.
У травні 2007 р. у склепах Квідзину були знайдені залишки 3 тіл тевтонських магістрів, яких вдалося іденфікувати: Вернер фон Орсельн, Людольф Кеніга фон Ваттцау та Генрік фон Плаен. 23 вересня 2007 року в Квідзині сталася пожежа в управлінні старост (мерії).

## Демографія
Демографічна структура станом на 31 березня 2011 року:
|          | Загалом | Допрацездатний вік | Працездатний вік | Постпрацездатний вік |
| -------- | ------- | ------------------ | ---------------- | -------------------- |
| Чоловіки | 18739   | 4021               | 13318            | 1400                 |
| Жінки    | 19893   | 3743               | 12301            | 3849                 |
| Разом    | 38632   | 7764               | 25619            | 5249                 |

## Відомі люди
- Миколай Водка — польський лікар, астроном, званий також Абстеміус.[5]
- Роберт Віттгефт-Емден (1886—1960) — німецький офіцер, віце-адмірал крігсмаріне.